# Carbon Based Lifeforms
Carbon Based Lifeforms (în engleza: Forme de viață pe bază de carbon) (cunoscut și sub numele de CBL) este un duo de muzică ambientală suedeză format în 1996, în Gothenburg, Suedia de către Johannes Hedberg și Daniel Segerstad (născut Ringström).

## Istoric
Hedberg și Segerstad au format inițial CBL ca un proiect secundar la trupa Notch in 1996. Ca Notch, au lansat în 1998 albumul The Path. Cu trecerea timpului, CBL a devenit proiectul lor principal. Primele lansări ale CBL au fost făcute pe MP3.com în 1998.
Carbon Based Lifeforms a semnat cu Ultimae Records în 2002. Ei au lansat cinci albume (Hydroponic Garden, World of Sleepers, Interloper, Twentythree, Derelicts) și două EP-uri (Irdial, VLA).

## Stil muzical
Scopul CBL este "de a combina pământul și spațiul în viziuni muzicale rafinate dar solide, uitând rareori de neînlocuibilul TB-303".

## Discografie

### Album-uri de studio
- The Path (ca Notch, 1998)
- Hydroponic Garden (2003)
- World of Sleepers (2006)
- Interloper (2010)
- Twentythree (2011)
- Derelicts (2017)

### Alte
- Irdial (EP, 2008)
- VLA (EP, 2011)
- Refuge (OST, 2013)

## Referinte
1. ↑  „CARBON BASED LIFEFORMS, acid ambient artist on ultimae.com”. Arhivat din original la 3 martie 2007. Accesat în 19 ianuarie 2016.